# المشترك الإنساني (كتاب)
انطلاقًا من مشروعه الفكري «معًا نبني خير أمة» من دراسة التاريخ الإسلامي دراسة دقيقة مستوعبة، أطلق الدكتور راغب السرجاني المشرف العام على موقع قصة الإسلام كتاب تحت عنوان (المشترك الإنساني)، قدم فيه نظرية جديدة للتقارب بين الشعوب مهما اختلفت في الدين أو الأعراق والبيئة والعادات، وفاز الكتاب بالمركز الأول لـ جائزة يوسف بن أحمد كانو للتفوق والإبداع في مجال الثقافة الإسلامية (البحرين) عام 2011م.
والكتاب صادر عن مؤسسة اقرأ للنشر والتوزيع والترجمة، وترجم إلى الإندونيسية.

## فكرة الكتاب
يتناول الكتاب موضوعًا من أهمِّ الموضوعات التي تحتاجها الشعوب والدول والأمم جميعًا، وهو التقارب والتعاون ونزع الخلاف والفرقة والصدام.
ونظرية المشترك الإنساني، نظرية جديدة أخرج فيها المؤلف عصارة فكره واجتهاده، مهتديًا في ذلك بكتاب الخالق عزوجل، و بسنة النبي ﷺ وبما كان عليه السلف الصالح، وبما وصل إليه عقلاء العالم ومفكريه.

## مختصر الكتاب
يقول المؤلف في مطلع الكتاب:
لن يحيا إنسان على ظهر هذا الكوكب دون أخيه الإنسان!
فالإنسان بطبيعته غير كامل، وبيئته كذلك..
ومن ثم..
فإما أن يتعارف مع أخيه الإنسان لتحقيق مصلحة مشتركة..
وإما أن يتصادم معه لتحقيق مصلحة ذاتية، مُعْرِضًا بذلك عن مصالح إخوانه في الإنسانية..
من أجل ذلك كله صيغت تلك النظرية لزيادة فرص التعارف بين البشر، ولتقليل فرص التصادم بينهم؛ وذلك عن طريق البحث عن «مشتركات» يلتقي الناس جميعًا عليها، من أجل إنقاذ البشرية من مهالك وكوارث كونية تكفي الواحدة منها إلى إفناء النوع البشري.
فبداية نجاة العالم، وصلاح البشرية، وتعايش الناس تعايشًا منطقيًّا سلميًّا نافعًا إيجابيًّا.. هو التعارف.. إذا تعارفنا رأينا "المشتركات الكثيرة التي تجمعنا مع إخواننا في الإنسانية.
وقد قسم المؤلف هذه المشتركات أربعة أقسام رئيسة وهي:
1- المشترك الأسمى، ويقصد به الدين والعقيدة.
2- المشتركات الإنسانية العامة، مثل الاحتياجات الأساسية والأخلاق الأساسية.
3- المشتركات الإنسانية الخاصة، مثل الثقافة والأرض والعرق واللغة... إلخ.
4- المشتراكات الإنسانية الداعمة، ويقصد بها الفنون والرياضة والسياحة.
كل ذلك بينه المؤلف في الباب الثاني من الكتاب بعد أن تناول في الباب الأول قضية التعارف والتصادم في الإنسانية.
وجاء الباب الثالث ليوضح الطريق إلى المشترك الإنساني بشكل عملي من خلال تفعيل الحوار والمعاهدات والتكتلات، ثم عرج في الفصل الرابع منه إلى أخلاق التعارف، وفي الفصل الخامس قدم وقفة مع الفكر الغربي الحديث، وعلاقة هذا الفكر بالمشترك الإنساني، وفي الفصل السادس يختم المؤلف الباب بنماذج واقعية للنظرية التي يقدمها، متسائلًا: هل يمكن أن نعيد رسم التاريخ؟!
وجعل خاتمة هذا البحث الفريد ندءًا، وجهه إلى عقلاء العالم، ترى فيه وصية مهم، ونفثة مكلوم لحال الأمة الإسلامية.

## رسالة الكتاب
قال تعالى: {يَا أَيُّهَا النَّاسُ إِنَّا خَلَقْنَاكُمْ مِنْ ذَكَرٍ وَأُنْثَى وَجَعَلْنَاكُمْ شُعُوبًا وَقَبَائِلَ لِتَعَارَفُوا}[الحجرات: 13].
إنه ليس خطابًا للمسلمين أو للمؤمنين، إنه خطاب «للناس»، لكل الأعراق والأجناس والشعوب والحضارات، في كل بقاع الأرض، وفي كل مراحل التاريخ.